# ロナルド・ドーア
ロナルド・フィリップ・ドーア（Ronald Philip Dore, CBE, 1925年2月1日 - 2018年11月13日）は、イギリスの社会学者。
専攻は日本の経済および社会構造、資本主義の比較研究で、知日派として知られる。ロンドン大学名誉教授、同志社大学名誉文化博士。ロンドン・スクール・オブ・エコノミクス特別研究員、英国学士院会員、アメリカ芸術科学アカデミー会員、日本学士院客員。国際ビジネス学会の紹介によると、実地調査に基づく理論構築に優れ、社会学のみならず、経済学、人類学、歴史学、比較産業研究の各分野に貢献した。

## 略歴
1925年、イングランド南部ボーンマス生まれ。隣町のプール・グラマースクールに通う。1947年、ロンドン大学で現代日本語を専攻し、卒業。1947年から1950年まで、ロンドン大学東洋アフリカ研究学院（SOAS）で日本語を専攻。
1950年、神戸市に初来日。
帰国後の1951年から1955年までSOAS講師、ブリティッシュコロンビア大学の准教授（1956年から1960年まで）、ロンドン・スクール・オブ・エコノミクス（LSE）准教授（1961年から1964年まで）、LSE及びSOAS社会学教授（1965年から1969年まで）、サセックス大学開発理論研究所教授フェロー（1970年から1981年まで）、テクニカル・チェインジ・センター補佐理事（1982年から1986年まで）、インペリアル・カレッジ・ロンドン及びハーバード大学客員教授（1986年から1969年まで）、マサチューセッツ工科大学政治学准教授（1989年から1994年まで）を務めた。
1986年、ロンドン大学、インペリアル・カレッジ・オブ・サイエンス、日本・ヨーロッパ産業研究センター長に就任。1991年、ロンドン・スクール・オブ・エコノミクス、経済パフォーマンス・センターにおいてシニア研究フェローに就任。
2018年 11月13日にイタリア・ボローニャの病院で亡くなった。享年93歳。

## 受賞・栄誉
- イギリス学士院フェロー、 1974
- 国際交流基金賞（Japan Foundation Prize）, 1977
- アメリカ芸術科学アカデミーの外国名誉会員, 1978
- LSEの名誉フェロー, 1980
- Distinguished Scholarship Award, アジア研究協会, 1986
- 日本学士院の名誉海外会員メンバー, 1986
- 明治学院大学の名誉博士、1989

## 著書
- 英語著書多数。

### 単著
- 『都市の日本人』青井和夫・塚本哲人訳 岩波書店 1962
- 『日本の農地改革』並木正吉,高木径子,蓮見音彦訳 岩波書店 1965
- 『江戸時代の教育』 松居弘道訳 岩波書店 1970
- 『学歴社会新しい文明病』松居弘道訳、岩波現代選書 1978 /新版 同時代ライブラリー / 特装版岩波現代選書 / 岩波モダンクラシックス
- 『貿易摩擦の社会学 イギリスと日本』 田丸延男訳 岩波新書 1986
- 『イギリスの工場・日本の工場 労使関係の比較社会学』山之内靖・永易浩一訳 筑摩書房 1987 / ちくま学芸文庫
- 『21世紀は個人主義の時代か 西欧の系譜と日本』加藤幹雄訳 サイマル出版会 1991
- 『「こうしよう」と言える日本』朝日新聞社 1993
- 『不思議な国日本』筑摩書房 1994
- 『「公」を「私」すべからず やっぱり不思議な国日本』筑摩書房 1997
- 『日本型資本主義と市場主義の衝突 日・独対アングロサクソン』藤井眞人訳 東洋経済新報社 2001
- 『働くということ グローバル化と労働の新しい意味』石塚雅彦訳 中公新書 2005
- 『誰のための会社にするか』岩波新書 2006
- 『金融が乗っ取る世界経済　21世紀の憂鬱』中公新書 2011
- 『日本の転機　─米中の狭間でどう生き残るか』ちくま新書 2012
- 『幻滅　外国人社会学者が見た戦後日本70年』藤原書店 2014

### 共著
- 『戦後の日本 転換期を迎えて 国際シンポジウム』 加藤周一 講談社現代新書 1978
- 『日本型資本主義なくしてなんの日本か』 深田祐介共著 光文社 1993
- 『シンポジウム 共生への志 心のいやし、魂の鎮めの時代に向けて』 大江健三郎, プラティープ・ウンソンタム・秦 [ほか著] 岩波ブックレット 2001
- 『日本を問い続けて 加藤周一、ロナルド・ドーアの世界』 岩波書店 2004

### 編著
- 『日本との対話』 岩波書店 1994 ［不服の諸相］
  - 対談者 - 鎌田慧、石川恵美子、都筑建、昼馬輝夫、宮内美沙子、薄井清、猪木正道、小倉昌男、福士昌寿、住井すゑ、佐藤太治、国弘正雄、黒田清、加藤周一
- 『国際・学際研究システムとしての日本企業』 青木昌彦共編 NTT出版 1995
- 『日本を問う日本に問う』 岩波書店 1997 ［不服の諸相 ; 続］

## テレビ出演
- 『放送大学クラシックス 日本の高等教育を展望する（'86）』
- 『NHK 100年インタビュー』 2010年10月28日（木）午後8:00～9:29　NHK BShi